# A Beautiful Now
Pour plus de détails, voir Fiche technique et Distribution.
A Beautiful Now est un film américain écrit et réalisé par Daniela Amavia, sorti en 2015. C'est le premier film de cette réalisatrice connue auparavant comme actrice,. Il met en vedette Abigail Spencer.

## Synopsis
Une belle danseuse s'est enfermée dans sa salle de bain le soir de son anniversaire, avec une bouteille de champagne et une arme à feu et menace de se suicider. Ses anciennes amies se réunissent et organisent une veillée toute la nuit pour essayer de la convaincre et de comprendre comment elle en est arrivée là.

## Fiche technique
- Titre original : A Beautiful Now
- Réalisation : Daniela Amavia (en)
- Scénario : Daniela Amavia
- Photographie : Patrick Scola
- Montage : Adam H. Mack, Valdís Óskarsdóttir
- Musique : Johnny Jewel (en)
- Costumes : Slavna Martinovic, Romy Itzigsohn
- Production : Unified Pictures
- Producteurs : Daniela Amavia, Keith Kjarval, Lynn Kressel
- Sociétés de distribution : Monterey Media (en)
- Pays de production : États-Unis
- Langue : anglais
- Format : 1.85 : 1 - couleur
- Genre : comédie dramatique
- Durée : 90 minutes
- Dates de sortie : 
  - 12 juin 2015 (Festival du film de Los Angeles)
  - 2 septembre 2016 (en salles aux États-Unis)

## Distribution
- Abigail Spencer : Romy
- Cheyenne Jackson : David
- Sonja Kinski : Jessica
- Patrick Heusinger (en) : Aaron
- Collette Wolfe : Ella
- Elena Satine : Jaki
- Hana Hayes : Romy jeune

## Accueil critique
Keith Watson de Slant Magazine a attribué au film une étoile et demie sur quatre.